# Argythamnia discolor
Argythamnia discolor là một loài thực vật có hoa trong họ Đại kích. Loài này được Brandegee mô tả khoa học đầu tiên năm 1908.